# Kao-jou
Kao-jou (čínsky: znaky zjednodušené 高邮, tradiční 高郵, pchin-jin Gāoyóu; doslova „Vysoká pošta“) nebo také Čchin-jou (čínsky: znaky zjednodušené 秦邮, tradiční 秦郵, pchin-jin Qínyóu; doslova „Čchinská pošta“) je město se statusem městského okresu 40 km severně od Jang-čou v čínské provincie Ťiang-su. Leží v deltě Jang-c’-ťiang na severu tamní otevřené ekonomické zóny. Rozkládá se na 1963 km². Roku 2000 mělo 830 000 obyvatel, z toho 150 000 ve vlastním městě.

## Historie
Kao-jou bylo založeno roku 223 př. n. l., nicméně archeologické nálezy v lokalitě Lung-čchiou-čuang doložily pěstování rýže 3500–5000 let př. n. l. Roku 1375, v počátcích říše Ming, zde vznikl poštovní úřad, jeden z 46 významných poštovních úřadů na Velkém kanálu. Fungoval až do revoluce roku 1911.
Mezi slavné rodáky patří Čchin Šao-jou, sungský básník; filologové čchingské doby Wang Nien-sun a Wang Jin-č'; paleontolog Sun Jün-ču a Wang Čchen-čchi, soudobý spisovatel.